# Formanite-(Y)
La formanite-(Y) (simbolo IMA: Frm-Y) è un minerale appartenente al gruppo della fergusonite con la composizione chimica YTaO4.

## Etimologia e storia
Il minerale è stato inizialmente chiamato solo formanite, da Francis Gloster Forman (28 dicembre 1914, Claremont - 5 settembre 1980), geologo governativo (1934-1945) dell'Australia Occidentale. Il suffisso è stato aggiunto nel 1987 per conformarsi alla regola di Levinson per i minerali contenenti terre rare, indicando una predominanza, in questo caso, di ittrio.

## Classificazione
Nella nona edizione della sistematica dei minerali secondo Strunz la formanite-(Y) è elencata nella classe "7. Solfati (selenati, tellurati, cromati, molibdati, tungstati)" e da lì nella sottoclasse "7.G Molibdati, tungstati e niobati"; questa è suddivisa in base agli anioni presenti nel composto in modo da trovare il minerale nella sezione "7.GA Senza anioni aggiuntivi o H2O" dove è l'unico membro del sistema nº 7.GA.10.
Nella classificazione dei minerali secondo Dana, usata principalmente nel mondo anglosassone, la formanite-(Y) si trova nella classe degli "ossidi multipli contenenti niobio, tantalio o niobio" e da lì nella sottoclasse "ossidi multipli con Nb, Ta e Ti con la formula ABO4" dove insieme a fergusonite-(Y), fergusonite-(Ce) e fergusonite-(Nd) forma il sistema nº8.1.1.

## Abito cristallino
La formanite-(Y) cristallizza nel sistema tetragonale nel gruppo spaziale I41/a (gruppo nº 88) con i parametri reticolari a = 7,73 Å e c = 11,49 Å, oltre che 2 unità di formula per cella unitaria.

## Proprietà
La formanite-(Y) è dimorfa con l'yttrotantalite-(Y).
La sua durezza Mohs è tra 5,5 e 6,5

## Origine e giacitura
La formanite-(Y) si trova nei graniti e nelle vene pegmatitiche albitizzate e ricche di terre rare; qui è associata a cassiterite, monazite, euxenite e gadolinite (nei campioni trovati a Pilbara, Australia Occidentale) e a plumbomicrolite, galena, bismuto nativo e löllingite (nei campioni trovati nell'Oblast' di Murmansk in Russia).
Il minerale è piuttosto raro ed è stato rinvenuto in pochi siti, oltre a quelli già citati in Australia e in Russia: a Resarö (Svezia); a Valkeakoski, Alavus e Kimitoön (Finlandia); nel Voivodato della Bassa Slesia (Polonia); a Matsuyama (Giappone); a Ganzhou (in Cina); nei pressi di Lac du Bonnet (Canada).